# Кітті ван Мале
Кітті ван Мале  (нід. Kitty van Male, 5 червня 1988) — нідерландська хокеїстка на траві, олімпійська чемпіонка та медалістка, призерка чемпіонату Європи.

## Виступи на Олімпіадах
| Олімпіада           | Дисципліна     | Місце |
| ------------------- | -------------- | ----- |
| Лондон 2012         | хокей на траві | 1     |
| Ріо-де-Жанейро 2016 | хокей на траві | 2     |